# サンゴレンジャー
『サンゴレンジャー』は、2013年6月15日に全国で公開された日本映画。6月8日より、沖縄県のシネマQ、ミハマ7プレックスで先行公開された。らら横浜映画祭２０１３上映、第１６回小津安二郎記念蓼科高原映画祭上映作品。

## キャスト
- 矢島 隆（石垣自然保護官） - 青柳翔
- 岸谷 博人（石垣自然保護官） - 田中圭
- 島袋 リサ（竹富島小学校教諭） - 佐々木希
- 中山 一平（石垣自然保護官） - 菅原大吉
- 平田 浩二（アクティブレンジャー） - 水橋研二
- 木崎 豊（ダイバーショップ経営） - 池田鉄洋
- 田辺 真人（新聞記者） - 坂田聡
- 屋良 時子（慎一郎の母） - 田中律子
- 屋良 賢二（慎一郎の父） - 藤木勇人
- 速水 裕樹（国立公園課長） - 小日向文世
- 島尻 洋子（アクティブレンジャー） - 高畑淳子
- 与儀（漁師"うみんちゅ"ボス） - 夏八木勲
- 萩村　和也　(石垣自然保護官)　‐鈴木拓

## スタッフ
- 監督 - 中前勇児
- 脚本 - 三浦有為子、高橋麻紀
- 音楽 - 北浦正尚
- 主題歌 - BREATHE「So High」（rhythm zone）
- 製作 - 西初恵、山本正典、森博貴、白石弘幸、豊平良孝
- 企画・プロデューサー - 西初恵
- プロデューサー - 富田敏家、鯉渕優
- アソシエイトプロデューサー - 澤幸之
- 協力プロデューサー - 高野竜平
- 撮影 - 斑目重友
- 照明 - 川里一幸
- 録音 - 山口満大
- 美術 - 吉村昌悟
- 編集 - 太田義則
- キャスティング - 杉山麻衣
- 助監督 - 西原裕貴
- 製作担当 - 鍋島章浩
- アシスタントプロデューサー - 大形美佑葵
- 記録 - 外川恵美子
- 制作プロダクション - マーブルフィルム
- 制作協力 - コイズピクチャーズ
- 製作 - サンゴレンジャー製作委員会（ファーストピック、グランマーブル、マーブルフィルム、LDH、琉球放送、沖縄タイムス社）
- 配給 - マーブルフィルム
- 宣伝 - ブラウニー
- 協力 - 沖縄県石垣市